# Bernissartia
Bernissartia (dedicat a Bernissart, localitat belga on es van trobar les seves restes) és un gènere de cocodril neosúquid de la família Bernissartidae que va viure en el Cretaci inferior. Era molt petit (uns 60 cm) i vivia entre l'aigua i la terra.
Presentava dos tipus de dents: els anteriors, més afilats, que probablement s'usarien per pescar, mentre que els posteriors, amb una major superfície, serien usats per triturar crustacis o similars i així poder menjar-los.

## Distribució
S'han trobat fòssils d'aquest animal a Bèlgica i a Espanya, on destaquen les restes oposades en Galve, localitat turolense famosa per la seva riquesa paleontológica.